# Buchberg (Mecklenburg)

Wappen der ehemaligen Gemeinde

Buchberg war eine Gemeinde im Südosten des Landkreises Ludwigslust-Parchim in Mecklenburg-Vorpommern (Deutschland). Sie wurde vom Amt Plau am See mit Sitz in der gleichnamigen Stadt verwaltet. Die Gemeinde entstand aus der Fusion der Gemeinden Gnevsdorf und Retzow am 13. Juni 2004. Sie wurde nach dem höchsten Punkt, dem Buchberg, benannt. Zum 25. Mai 2014 fusionierte sie mit den Gemeinden Wendisch Priborn und Ganzlin zur neuen Gemeinde Ganzlin.

## Geografie und Verkehr
Die Gemeinde hatte eine Fläche von 46,36 km² und 503 Einwohner (Stand: 31. Dezember 2013). Sie lag westlich der Bundesstraße 103 und war von der Bundesautobahn 24 (ca. 20 km), Anschlussstelle Meyenburg, erreichbar. Sie lag etwa 17 Kilometer südöstlich von Lübz und zirka sechs Kilometer südlich von Plau am See. Nordöstlich des Gemeindegebietes befand sich der Plauer See. Die Endmoränen erreichten im Süden mit dem Buchberg südlich von Gnevsdorf die Höhe von 118,2 m ü. HN. Westlich des Ortes Wangelin befand sich das Feucht- und Naturschutzgebiet Wangeliner See. Im Süden bei Retzow lag das Waldgebiet Retzower Tannen. Das Gemeindegebiet wurde vom Oberlauf des Gehlsbachs durchquert.

### Gemeindegliederung
Ortsteile der Gemeinde waren Gnevsdorf, Hof Retzow, Klein Dammerow, Retzow und Wangelin.

## Geschichte
Die Ortsteile Gnevsdorf und Retzow wurden erstmals im Jahr 1448 urkundlich erwähnt. In den 1950er Jahren wurde von der Sowjetarmee ein Truppenübungsplatz angelegt. Dieser wurde im Jahr 1992 geräumt und das Naturschutzgebiet Marienfließ entstand.

## Wappen und Flagge der ehemaligen Gemeinde

### Wappen
| Wappen von Buchberg | Blasonierung: „In Rot ein laufender goldener Hirsch über fünf im Fünfpass gestellte fünfblättrige, silberne Blüten mit grünen Butzen.“ |
| Wappen von Buchberg | Wappenbegründung: Bei der Wappengestaltung konnte an das erloschene Zeichen der ehemaligen Gemeinde Retzow angeknüpft werden, da dessen Symbolik und Tingierung auch für das neue Gemeindegebiet repräsentativ sind. Lediglich die Anordnung und die Anzahl der Symbole bedurften einer Veränderung, damit das Wappen für die neue Gemeinde charakteristisch ist. Das Hoheitszeichen vereint Symbole mit wirtschaftlichen Bezügen. So stehen der Hirsch für die traditionsreiche Forstwirtschaft in der Gemeinde und die Blüten einerseits für die traditionelle Landwirtschaft als Haupterwerbszweig der Einwohner, insbesondere für den Kartoffelanbau, andererseits von der Blütneanzahl her für die fünf Ortsteile. Durch die Gemeindefusion zum 25. Mai 2014 mit Wendisch Priborn und Ganzlin verlor das Gemeindewappen seinen Status als Hoheitszeichen. Das Wappen und die Flagge wurde von dem Schweriner Heraldiker Heinz Kippnick gestaltet. Es wurde zusammen mit der Flagge am 5. Juli 2006 durch das Ministerium des Innern genehmigt und unter der Nr. 304 der Wappenrolle des Landes Mecklenburg-Vorpommern registriert. |

### Flagge

Flagge der ehemaligen Gemeinde Buchberg

Die Flagge ist quer zur Längsachse des Flaggentuchs von Rot, Gelb und Rot gestreift. Die roten Streifen nehmen je ein Viertel, der gelbe Streifen nimmt die Hälfte der Länge des Flaggentuchs ein. In der Mitte des gelben Streifens liegt das Gemeindewappen, das zwei Drittel der Höhe des Flaggentuchs einnimmt. Die Höhe des Flaggentuchs verhält sich zur Länge wie 3:5.

## Sehenswürdigkeiten
- Fachwerkkirche in Retzow aus der 2. Hälfte des 17. Jahrhunderts. Innen: Altaraufsatz und Kanzel vom 16. Jahrhundert, Kirchengestühl von 1667.
- Neugotische Backsteinkirche in Gnevsdorf von 1897 nach Plänen von Gotthilf Ludwig Möckel; Schnitzaltar aus dem zweiten Viertel des 16. Jahrhunderts.
- Vier Stationen der Lehm- und Backsteinstraße:
  - Lehmmuseum Gnevsdorf
  - Fachwerkkirche Retzow
  - Gutshaus in Klein Dammerow als Pächterhaus der Landesdomäne 1893 gebaut
  - Filzmanufaktur Ülepüle in Retzow

- Naturschutzgebiet Wangeliner See
- Naturschutzgebiet Marienfließ

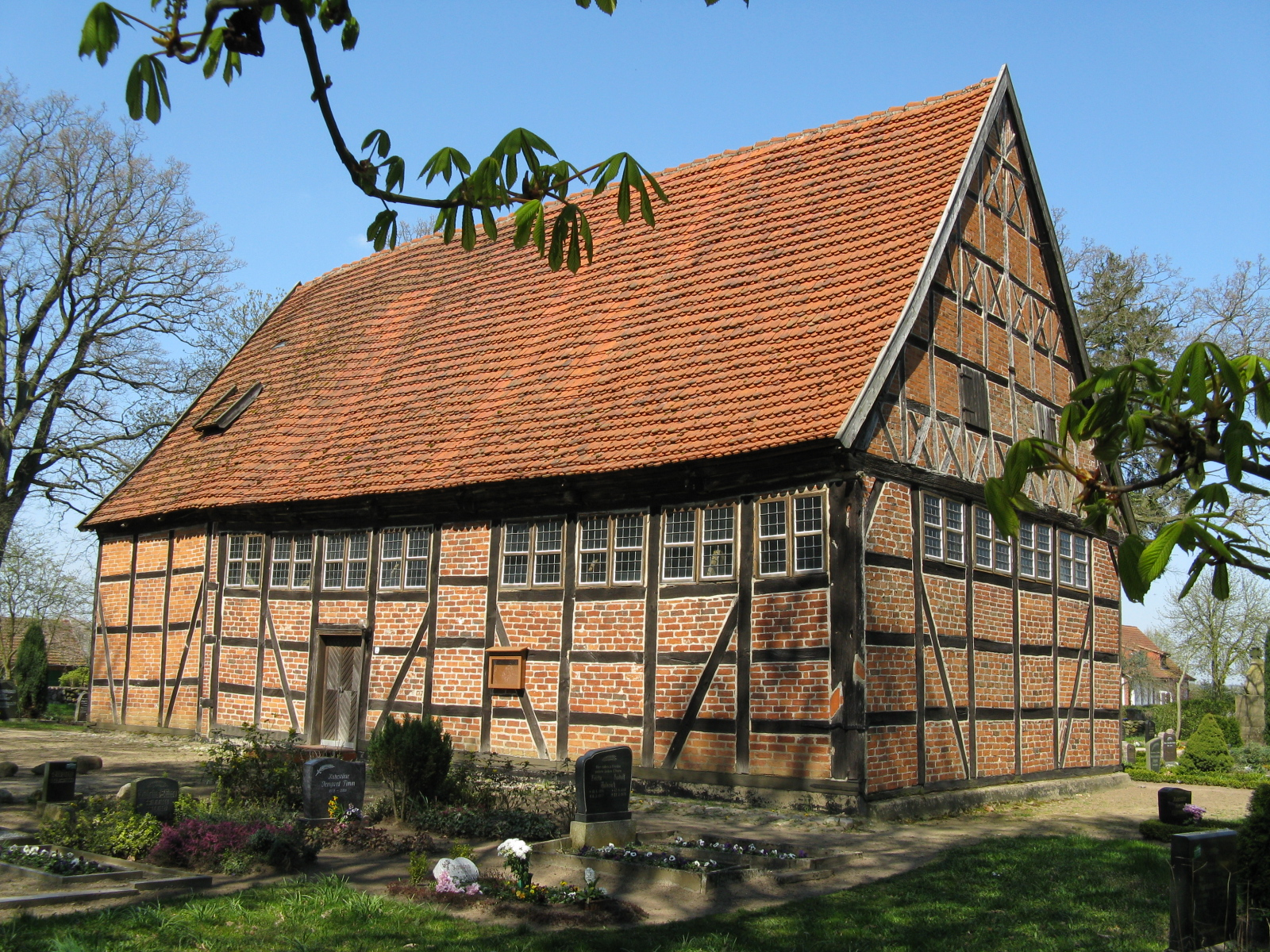
Fachwerkkirche in Retzow
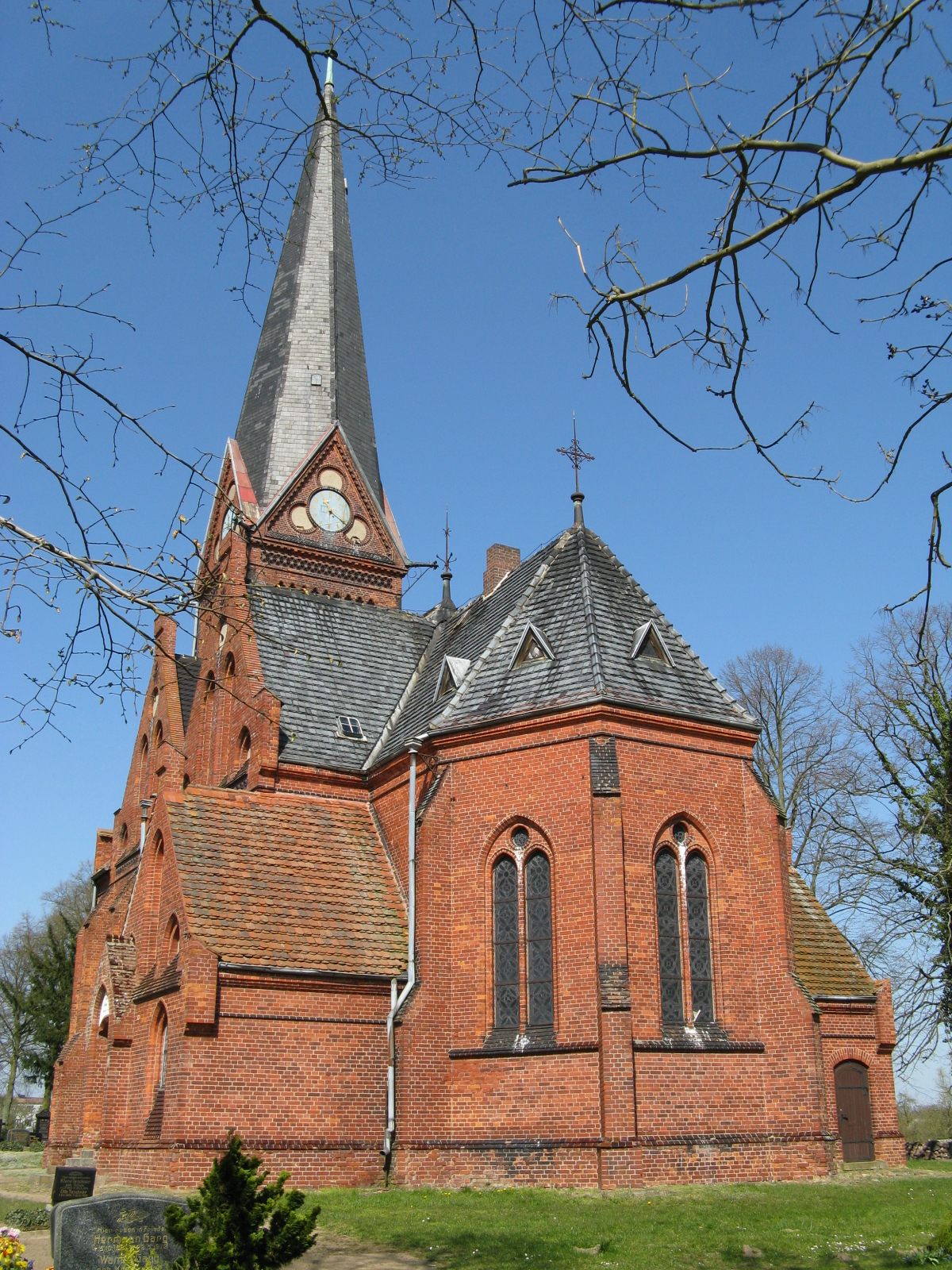
Dorfkirche in Gnevsdorf
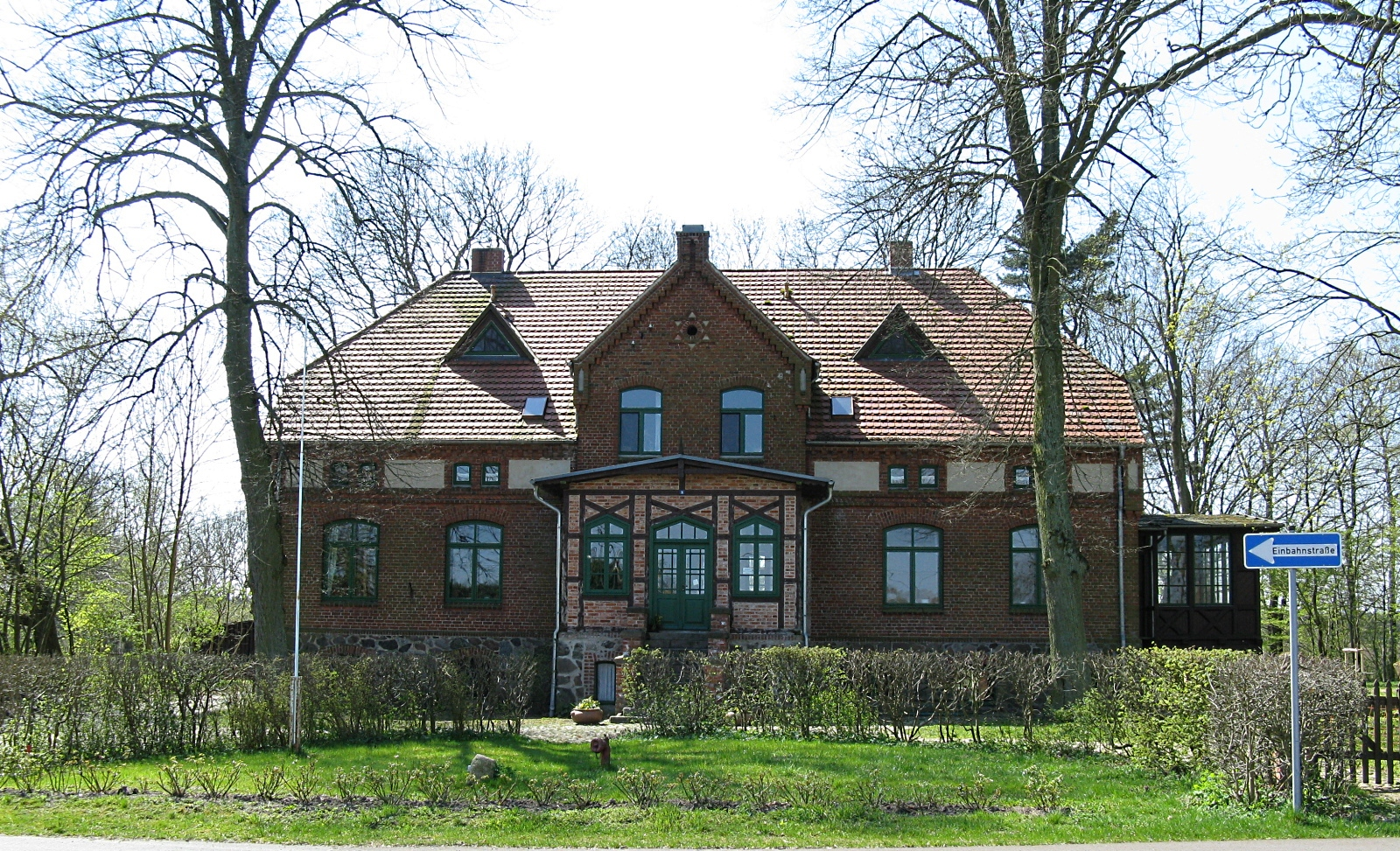
Gutshaus in Klein Dammerow